# テキサス大学オースティン校

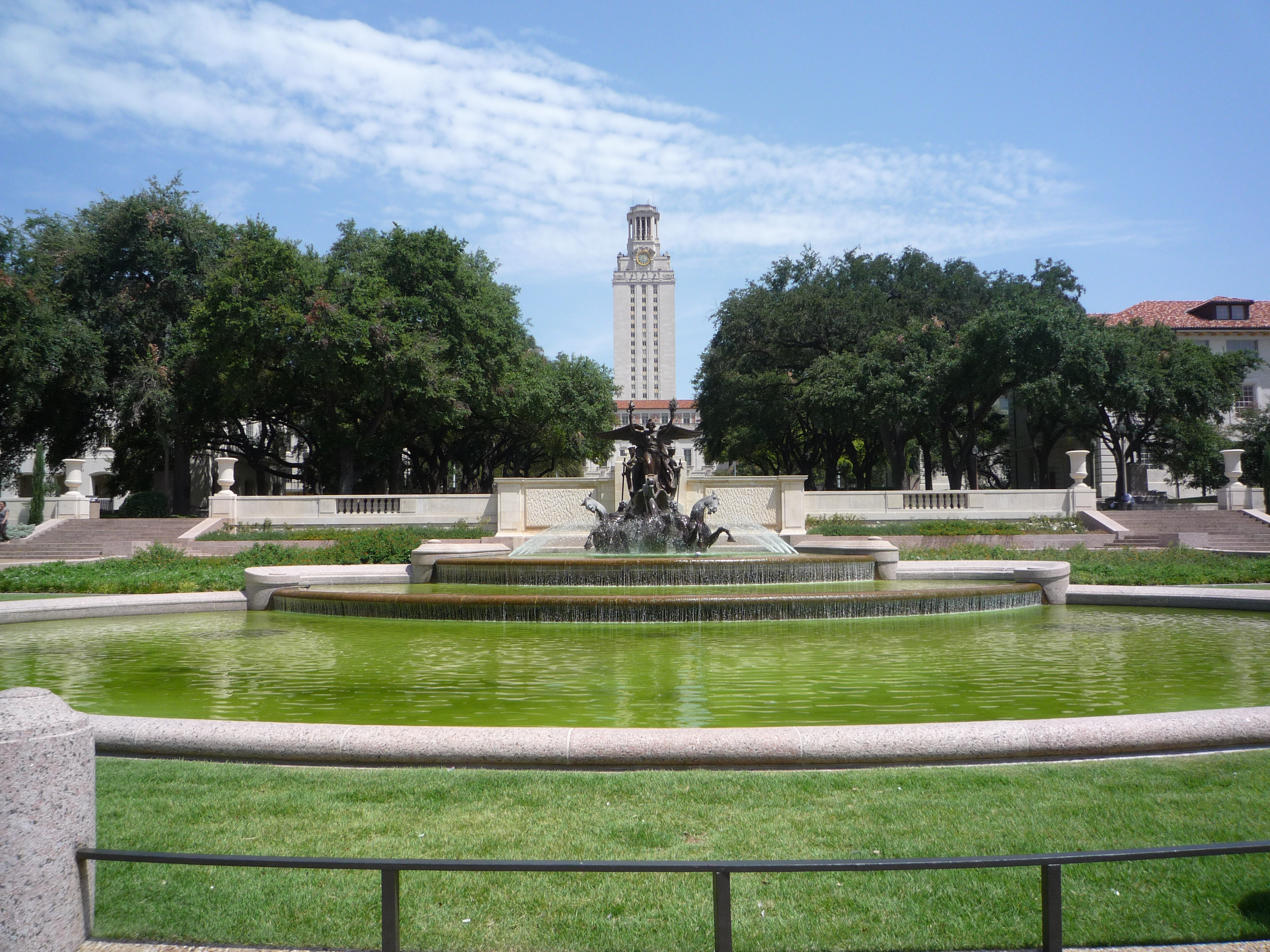
Littlefield Fountain

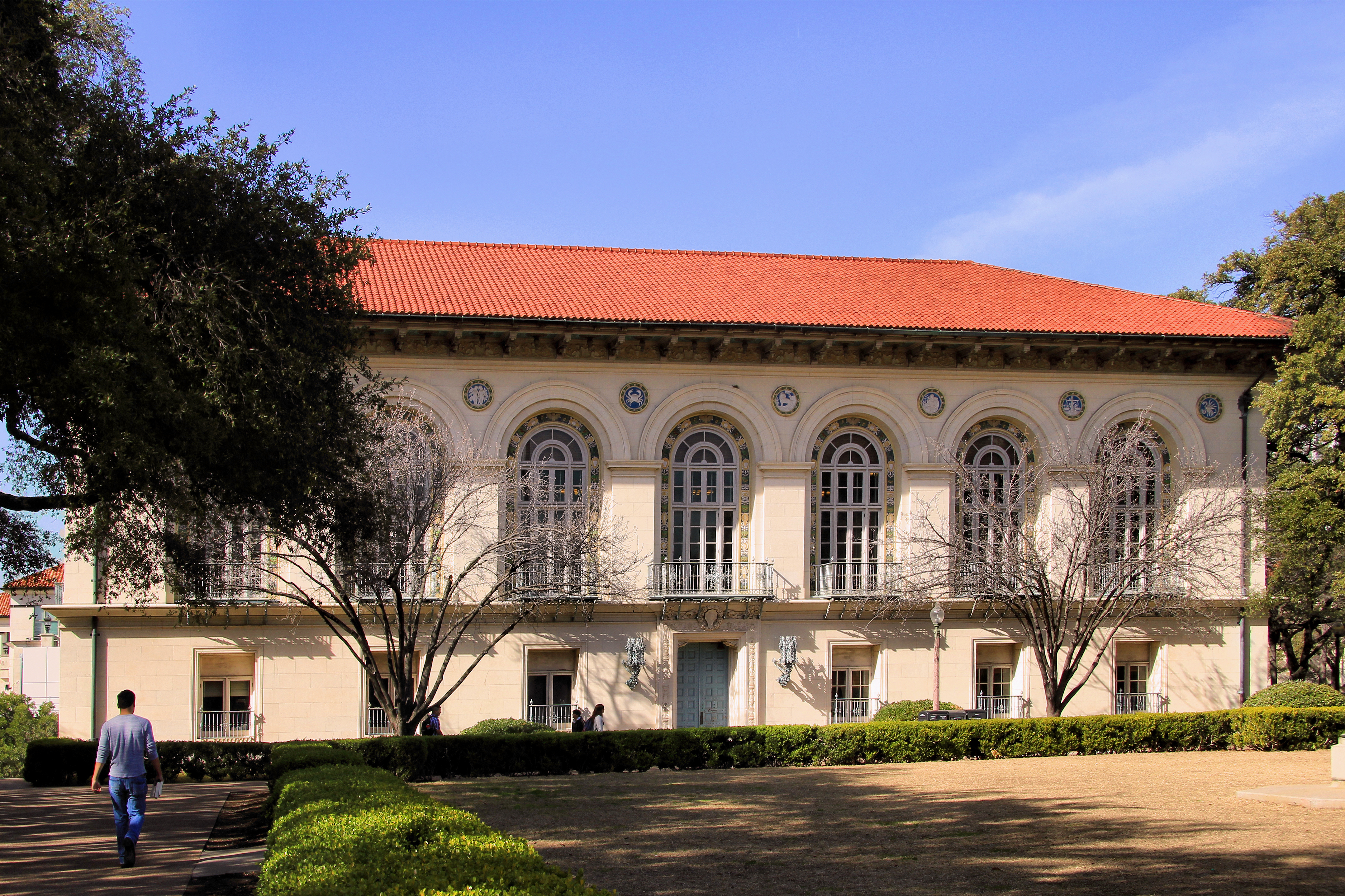
Battle Hall

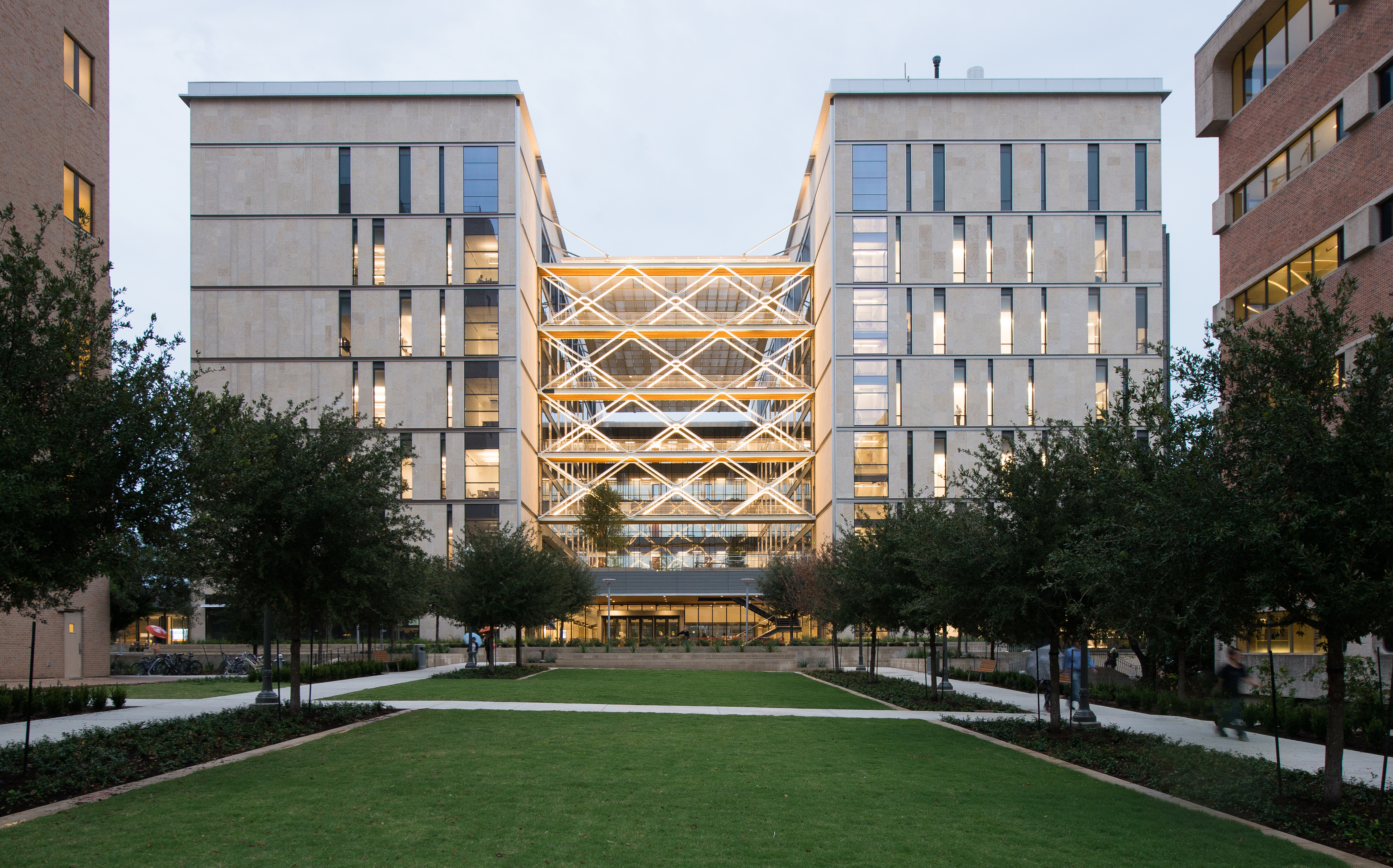
Engineering Education and Research Center (EERC)

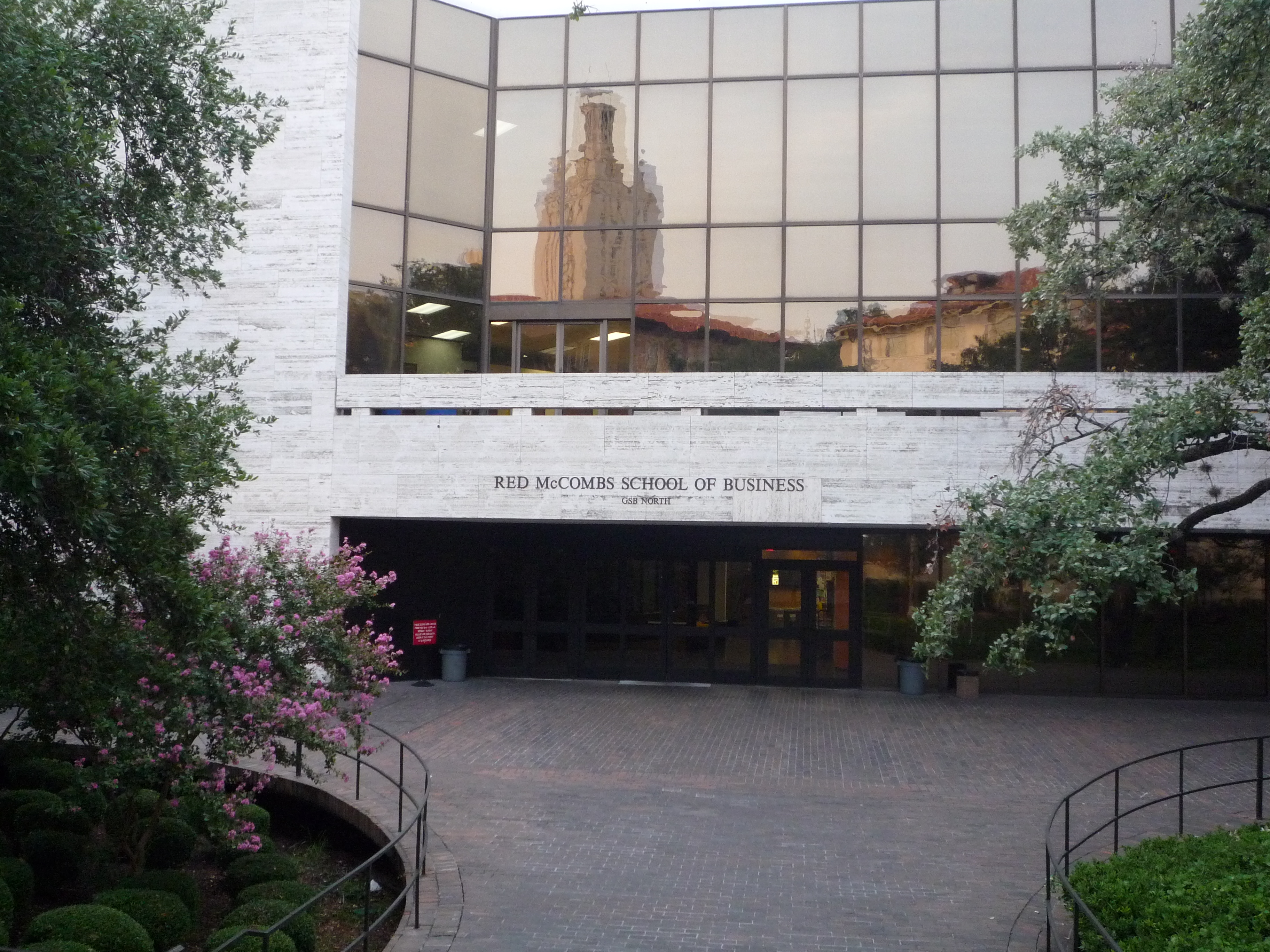
McCombs School of Business (MBA)

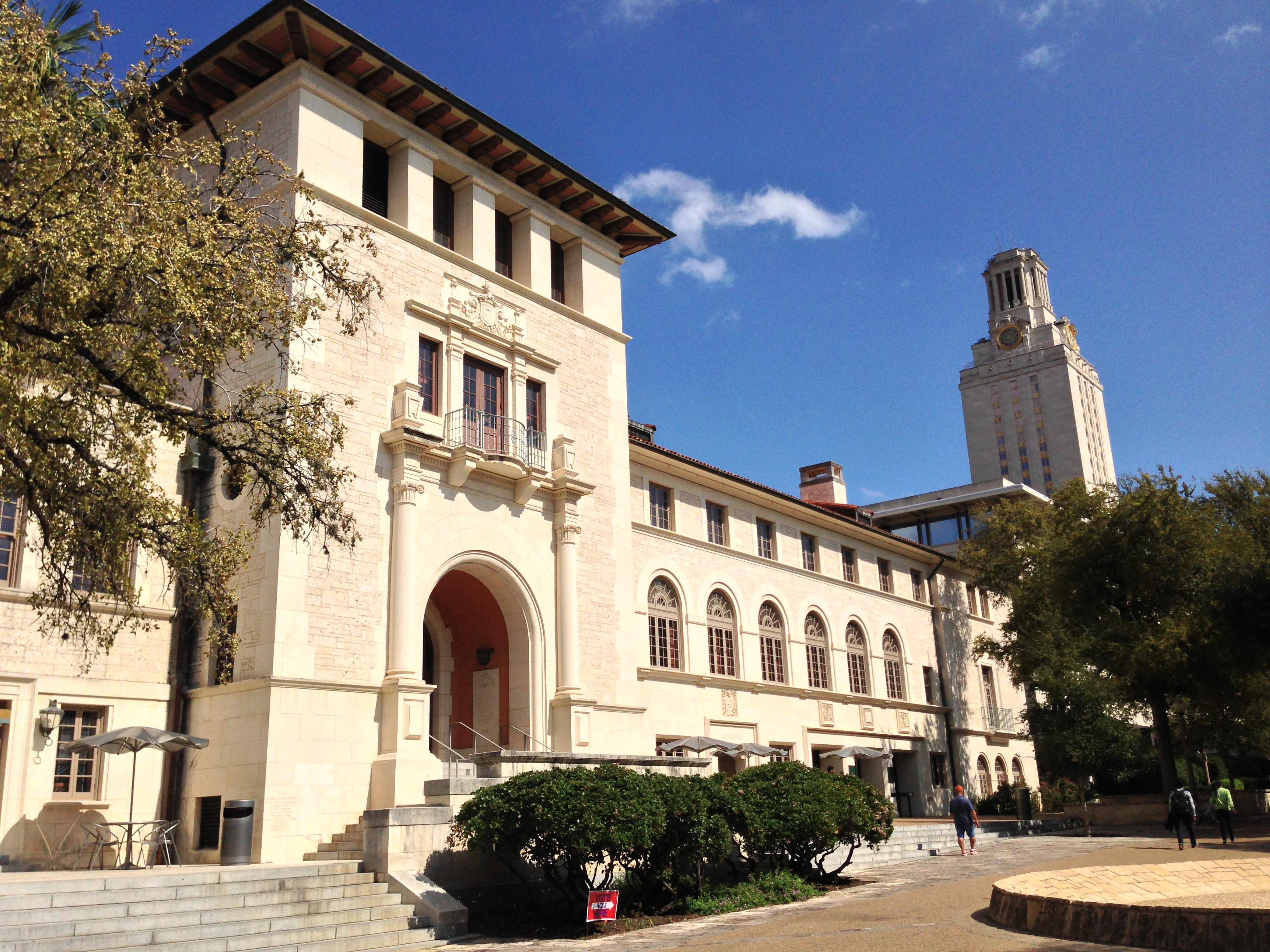
University of Texas School of Law (Texas Law)

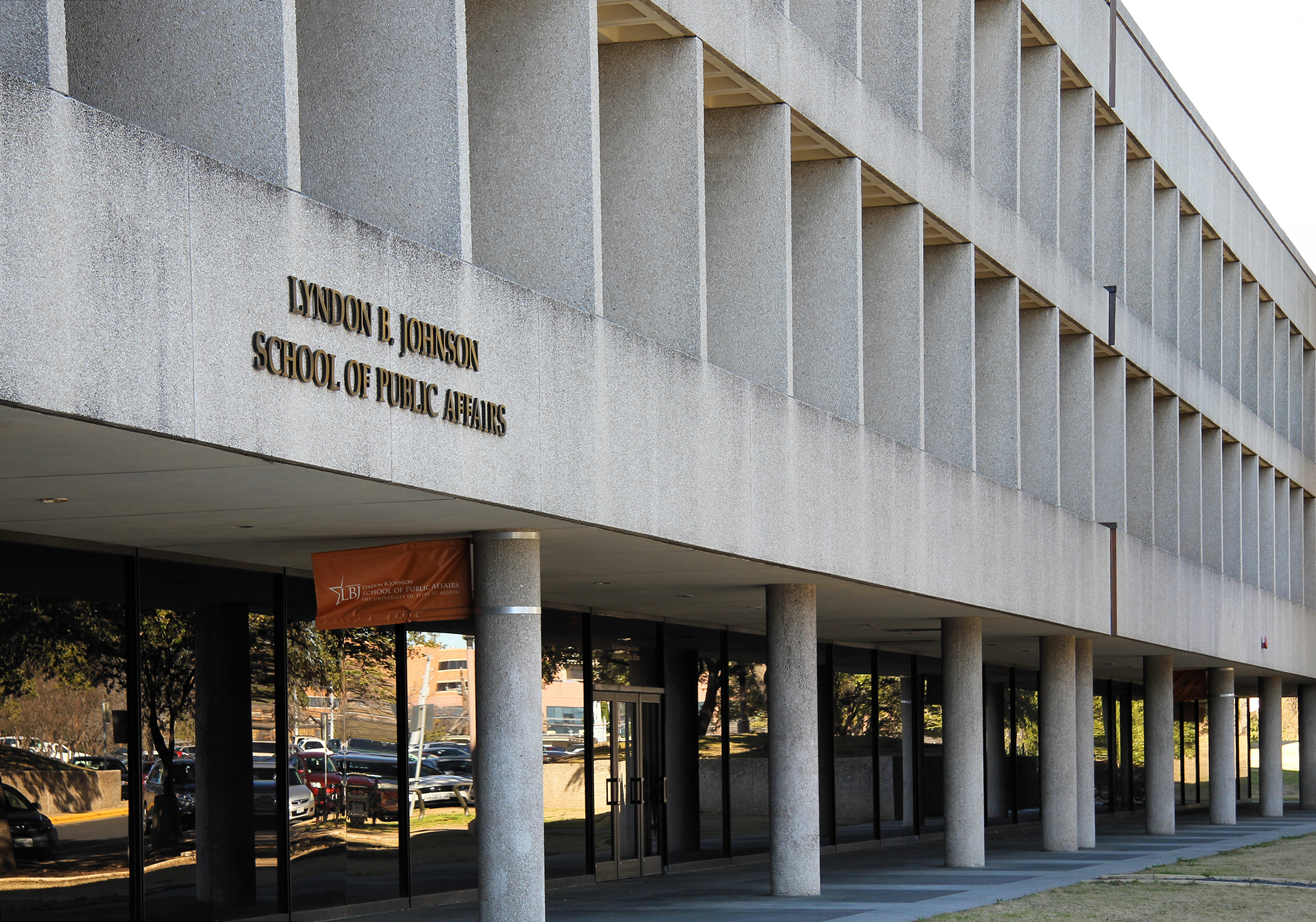
Lyndon B. Johnson School of Public Affairs (LBJ School)

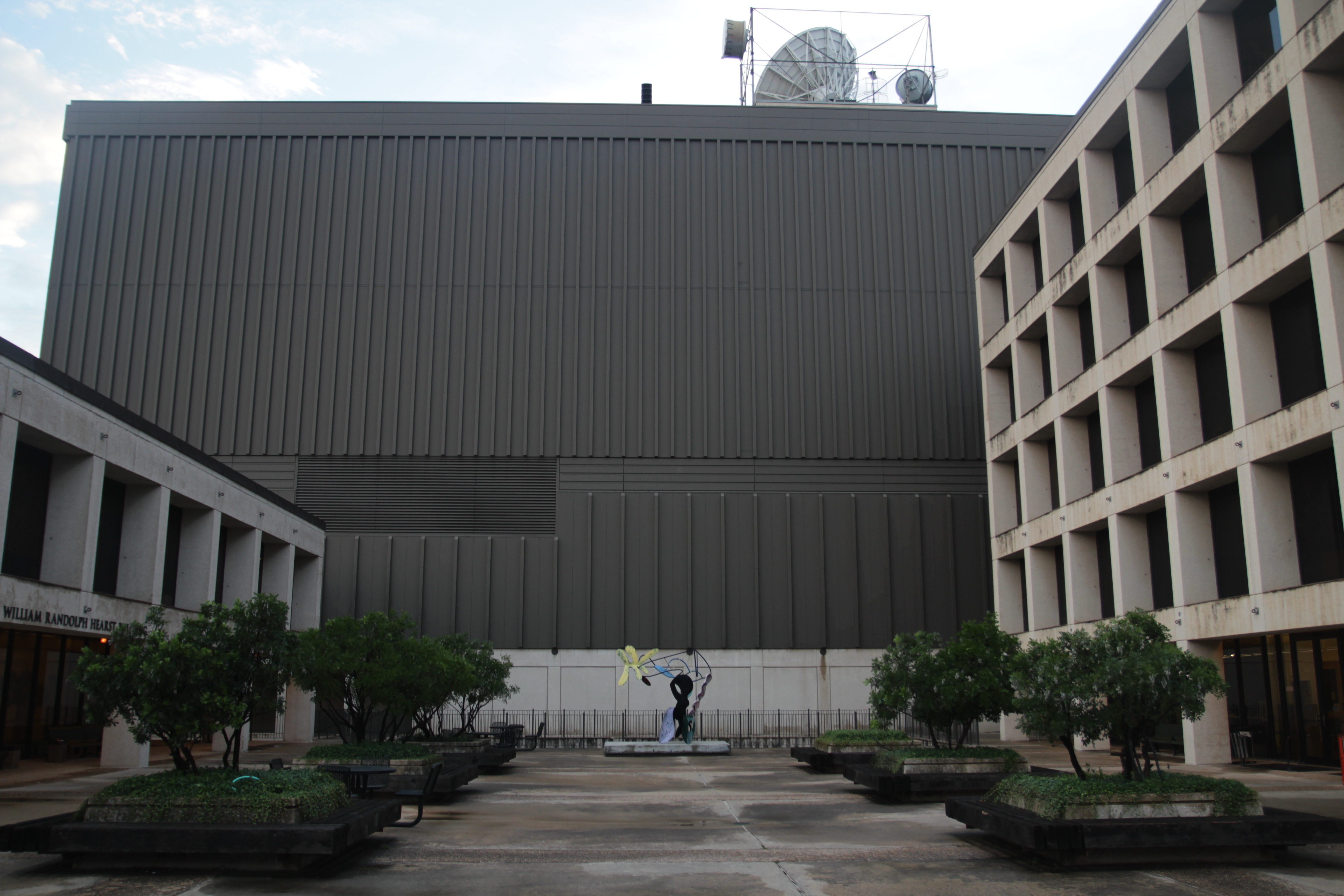
Department of Radio–Television–Film(UT RTF)

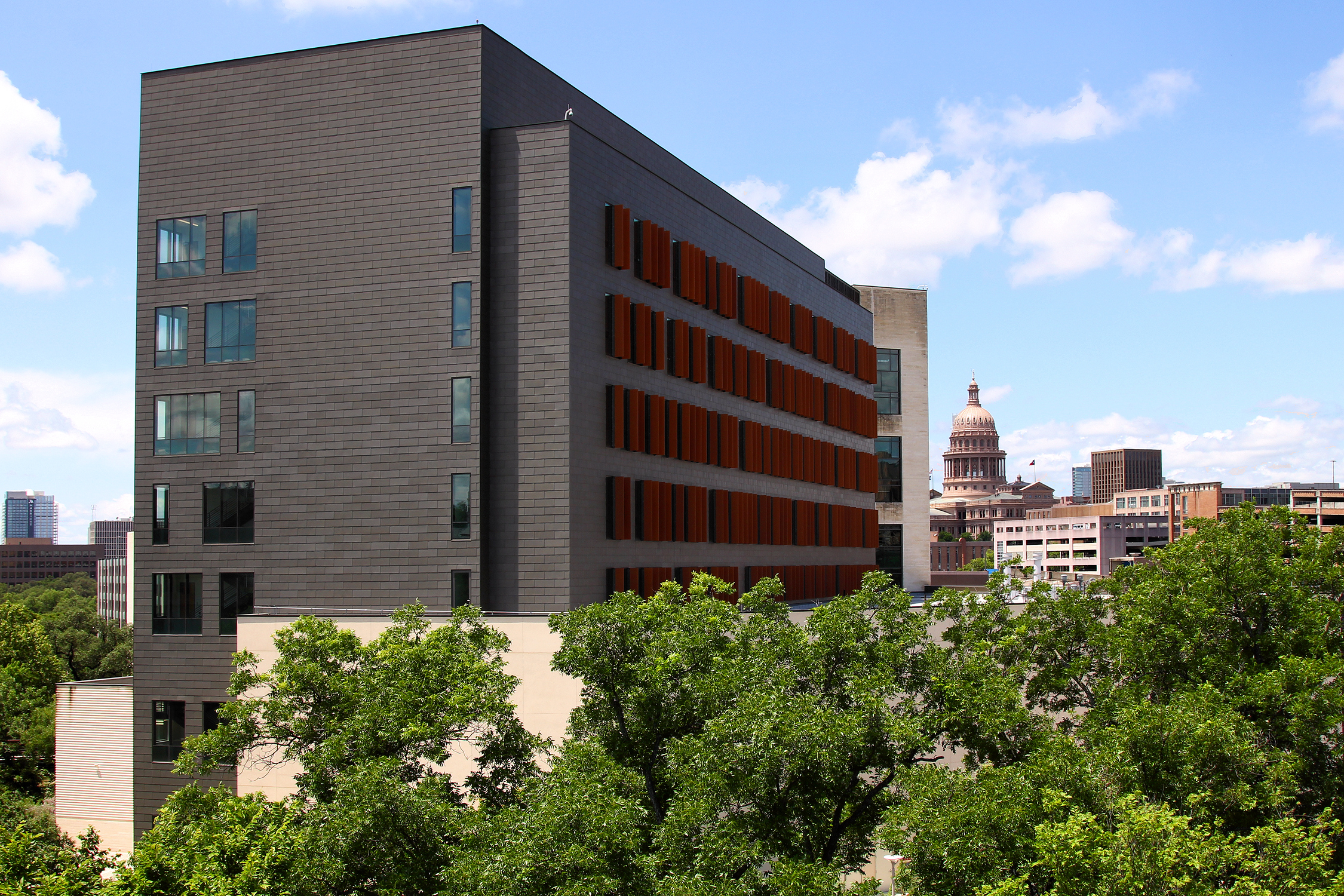
Dell Medical School (Dell Med)

テキサス大学オースティン校（テキサスだいがくオースティンこう、英語: The University of Texas at Austin、略称UT Austin）は、アメリカ合衆国テキサス州の州都オースティンに本部を置く州立大学。テキサス大学システムの旗艦校である。1883年に設置された。
公立の学費でアイビーリーグと同等の教育を受けられる（ただし、留学生と州外の生徒は公立料金の扱いは除外される）大学を指すパブリック・アイビーの一つである。2021年の時点で5万人の学部生と大学院生、3千人の教職員を抱え、150以上の学士の学位課程、博士課程を含めて200以上の大学院の学位課程を提供している。
アメリカの学術研究の一大拠点であり、2018年度の研究費は6億7980万ドルとなっている。2021年現在、卒業生および関係者には13人のノーベル賞受賞者、4人のピューリッツァー賞受賞者、3人のアーベル賞受賞者、3人のチューリング賞受賞者、2人のフィールズ賞受賞者がいる。
1967年までは複数の都市に学部や分校があるテキサス大学の本校（Main University of Texas at Austin）という扱いであったが、1967年からテキサス大学が大学の集合体であるテキサス大学システムに再編され、本校もテキサス大学オースティン校に改称された。ただし、特にスポーツにおいて単にテキサス大学と言うときは本校を指す。現在のテキサス大学システムは8校の大学と5個の医療機関によって構成されるアメリカ最大の公立大学システムである。

## 評価
Richard Mollは1985年の著書で公立の学費でアイビーリーグと同等の教育を受けられる大学を指すパブリック・アイビーとして、テキサス大学オースティン校を含む8校を挙げた。卒業生、関係者の各分野での活躍は目覚しく、ノーベル賞、ピューリッツァー賞、アメリカ国家科学賞、アメリカ国家技術賞等、数々の分野においてその実績、研究が高く評価されている。ノーベル賞では、これまでに化学賞、物理学賞、生理学・医学賞を受賞している。数学においても複数のフィールズ賞・アーベル賞受賞者を、計算機科学においても2人のチューリング賞受賞者を輩出している。
2022年のUSニューズ&ワールド・レポートのランキングでは全米38位、2022年のTHE世界大学ランキングでは世界47位、2022年のQS世界大学ランキングでは世界67位にランクインしている。2021年のQS世界大学ランキングでは分野別で石油工学が世界2位、Communication & Media Studiesが世界4位の評価を受けている。2022年のUSニューズ&ワールド・レポートの大学院ランキングにでは会計学、石油工学、地質学、ラテンアメリカの歴史、人口社会学において全米1位の評価を得た。

## 沿革

### テキサス大学の本校として設立
1876年にテキサス州憲法においてテキサス大学の設置が規定された。1881年、オースティンがテキサス大学のメインキャンパス、ガルベストンが医学部の中心として選ばれた。1883年9月に未完成の建物の中で行われた式典において、テキサス大学は正式に開校された。

### 発展
1923年にテキサス大学の土地から石油が採掘され、大学の基金が増えたことに伴って30年代までに23の大学施設が完成した。1929年には、テキサス州の大学で初めて北米トップクラスの研究大学の組織であるアメリカ大学協会の会員として招待され、一流大学として認められた。
1963年から1983年まで理事を務めたFrank Erwinは州や政府との強い繋がりを利用してテキサス大学の発展に貢献し、学生数は22,000人から41,500人に増加、立法府の予算は1,600万ドルから1億ドルに増加し、キャンパスは55の主要な建築プロジェクトを完成させた。
テキサス州内の複数の都市にテキサス大学の学部や分校が設立されて拡大していたが、1967年にテキサス大学は大学の集合体としてテキサス大学システムという名称になり、本校はMain University of Texas at Austinからテキサス大学オースティン校に改称された。

### 多様性の受容
他の連合国の主要大学と同様に黒人生徒の入学は認められていなかったが、1950年にHeman Sweattの訴えが合衆国最高裁判所で認められたことでテキサス大学で初の黒人生徒となった。

### メディカルスクールの設置
オースティンは大規模都市であるにもかかわらずメディカルスクールや教育を行う医療機関がなかったため、州からもメディカルスクールの設立を求める動きがあった。2012年にはトラヴィス郡で税の引き上げによってメディカルスクール設立の資金を確保することが決まった。2013年にデル創業者のマイケル・デルと妻によるマイケル&スーザン・デル基金より5,000万ドルの寄付を受けることが決まった。2016年にはメディカルスクール（Dell Medical School）の最初の生徒を迎えた。

## キャンパス

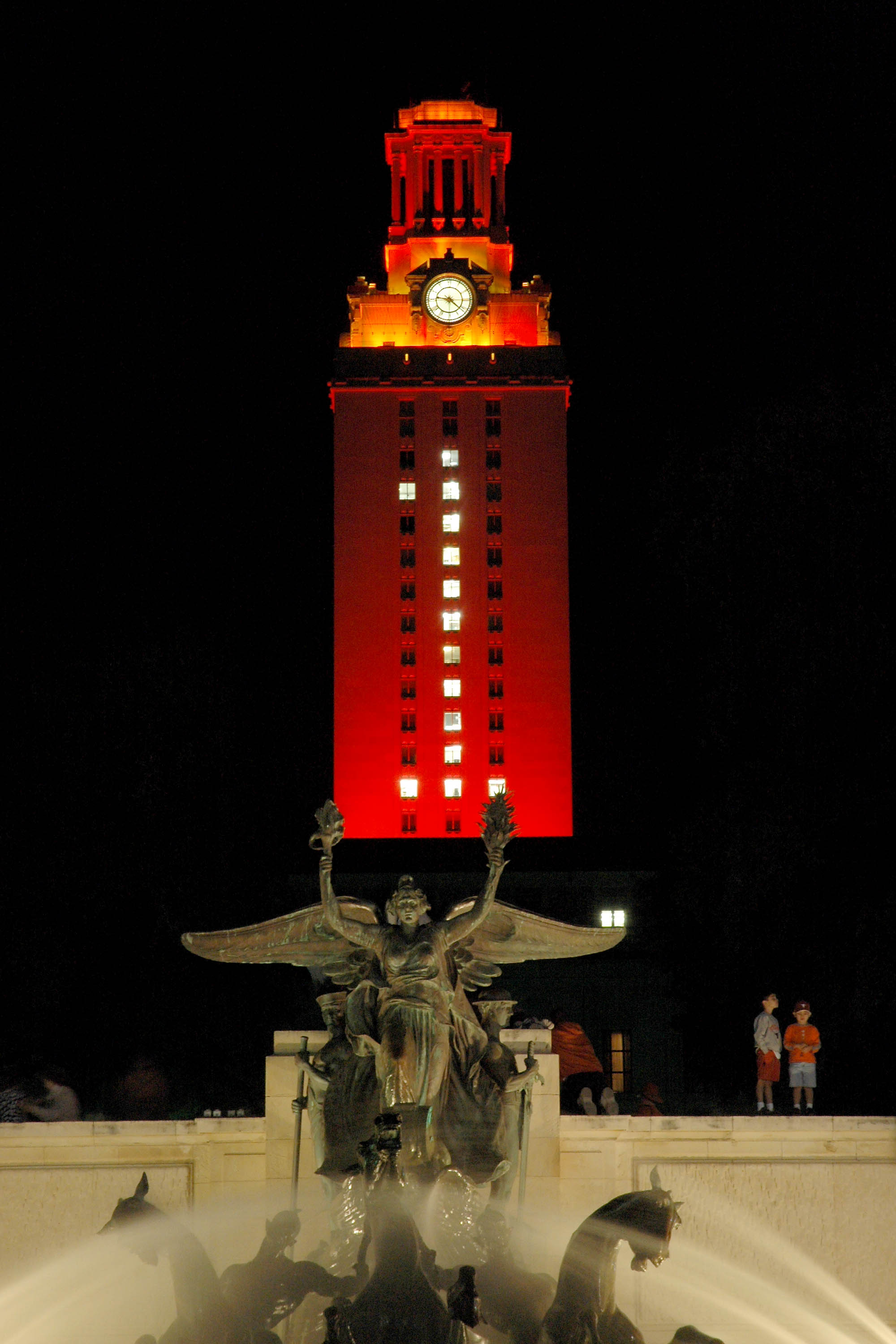
UTタワー

テキサス州議会議事堂から1.6km北に位置するメインキャンパスは431エーカーあり、そのほかにオースティン北部には475エーカーのJ. J. Pickle Research Campusなどを有する。メインビルディングにある、Paul Philippe Cretによってデザインされた307フィートのUTタワーは大学のシンボルとなっている。大学が学問やスポーツで優秀な成績を修めた際にはオレンジ色にライトアップされる。このタワーでは1966年にテキサスタワー乱射事件が起こった。
キャンパス内には7つの博物館、17の図書館を有し、1,000万冊の蔵書を保有している。中でもブラントン美術館はアメリカの大学で最大の美術館のひとつである。

## 学部・研究科
2021年現在、テキサス大学オースティン校には18のカレッジがあり、およそ300の学部、大学院、専門職の学位を授与している。2019年度には合計15,299人に学位を授与した。
| - Cockrell School of Engineering (1894) - College of Education (1905) - College of Fine Arts (1938) - College of Liberal Arts (1883) - College of Natural Sciences (1883) - College of Pharmacy |  | - Dell Medical School (2013) - Graduate Studies (1910) - Jackson School of Geosciences (2005) - LBJ School of Public Affairs (1970) - McCombs School of Business (1922) - Moody College of Communication (1965) |  | - School of Architecture (1951) - School of Information (1948) - School of Law (1883) - School of Nursing (1976) - Steve Hicks School of Social Work (1950) - School of Undergraduate Studies (2008) |

## 入学・構成
2020年度秋学期への学部1年生の出願者数は57,241人で18,291人に入学許可が下り、合格率は32%であった。入学者は8,459人で40.4%が男子、59.6%が女性だった。91.9%がテキサス州の在住、6.4%がそれ以外のアメリカ人、1.6%が留学生であった。学部生について、テキサス州の高校でトップ6％の成績を収めると自動的に入学が許可されるという特殊な方針がある。
2020年度の大学院への出願者数は29,524人で8,278人に入学許可が下り、合格率は28%であった。入学者は3,451人で51％が男性、49％が女性だった。人種構成は47%が白人、11.5%がアジア系、15%がヒスパニック、4％が黒人、17％が留学生となっている。

## スポーツ

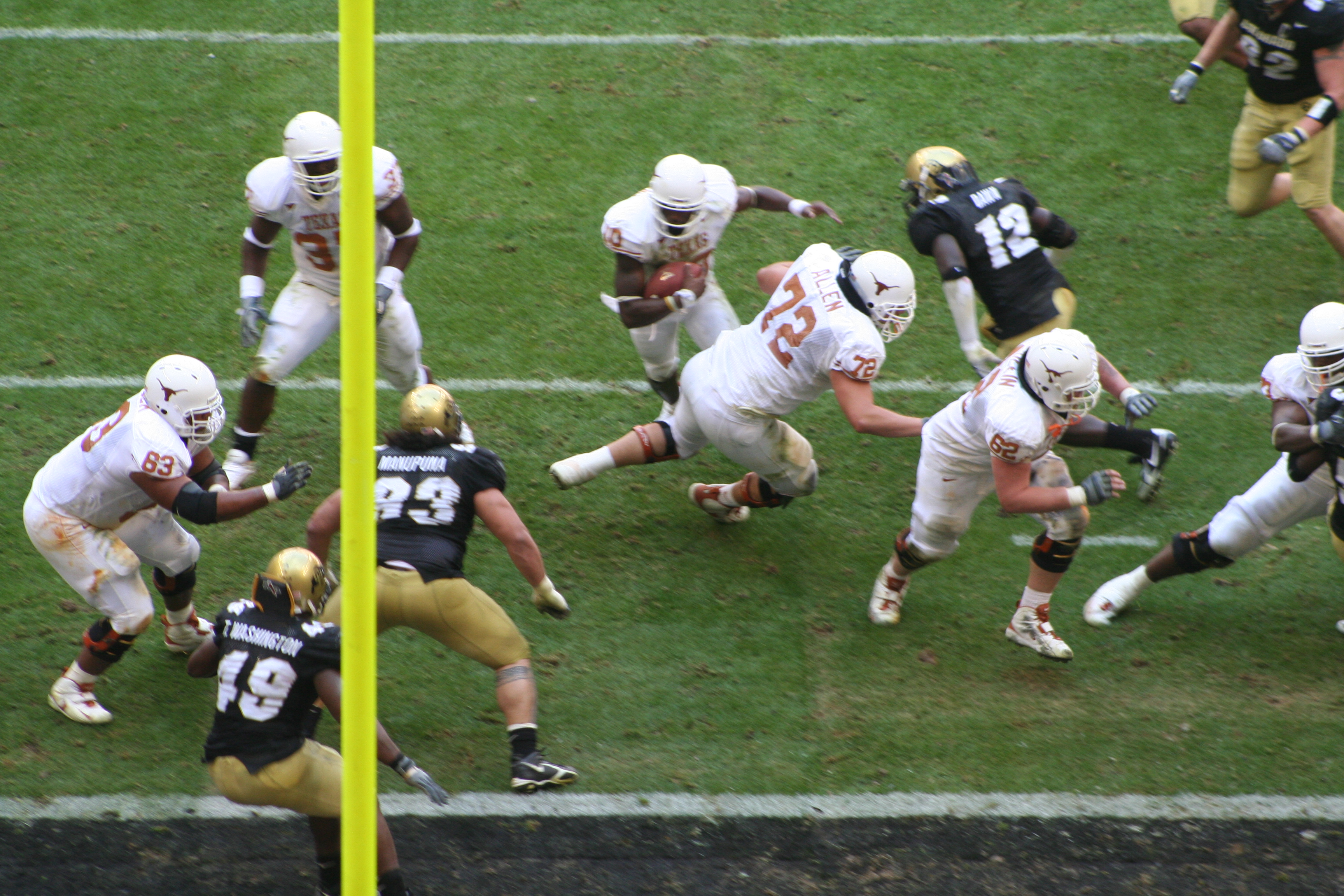
2005年 UT VS Colorado戦

チームはロングホーンズ (Longhorns) と呼ばれ、NCAAのディビジョンI（アメリカンフットボールはディビジョンI-A）のビッグ12カンファレンス南地区に属している。各チームは全国的強豪として知られ、2021年までの全米大学選手権での優勝数は47回に上る。このうちNCAA（全米大学体育協会）の優勝数は2018年時点で47回で、全米6位となっている。特にカレッジ・フットボールで強豪として知られており、2021年までに4度にわたりナショナル・チャンピオンとなっている。
オリンピックにおいて在学生および卒業生が2020年東京オリンピックまでに153個のメダルを獲得している。

## 主な出身者
経営者
- ウィリアム・R・ジョンソン - ハインツの元CEO
- ゲリー・C・ケリー　- サウスウエスト航空の元CEO
- マイケル・デル - デルの創設者(中退)
- レックス・ティラーソン - エクソンモービル社の元CEO、元国務長官
- ジョン・ハンケ - Niantic, Inc.の創業者

軍人
- ウィリアム・マクレイヴン - 海軍大将

学者
- レオナード・E・ディクソン - 数学者
- チャド・オリヴァー - SF作家、人類学者
- 足立康 - 歴史学者
- 菊池昇 - 工学者、豊田中央研究所所長、全米技術アカデミー外国人会員
- 松井三郎 (環境工学者) - 工学者、京都大学名誉教授
- 清水芳久 - 工学者、京都大学教授

映画監督・作家
- ウェス・アンダーソン - 映画監督
- リチャード・リンクレイター - 映画監督
- ジョン・クッツェー - 作家
- ブルース・スターリング - 作家

スポーツ選手
- ロジャー・クレメンス - MLB（ボストン・レッドソックスなど）でプレーした元プロ野球選手
- J・P・ハウエル - MLB（ロサンゼルス・ドジャース）でプレーするプロ野球選手
- テイラー・ユングマン - MLB（ミルウォーキー・ブルワーズ）でプレーするプロ野球選手
- ブルックス・キーシュニック - MLB（ミルウォーキー・ブルワーズなど）でプレーした元プロ野球選手
- コーリー・クネイブル - MLB（ミルウォーキー・ブルワーズ）でプレーするプロ野球選手
- サム・レキュア - MLB（シンシナティ・レッズ）でプレーするプロ野球選手
- スティーブン・ランドルフ - MLB（アリゾナ・ダイヤモンドバックス）などでプレーしたプロ野球選手。横浜ベイスターズにも在籍。
- ドリュー・スタッブス - MLB（コロラド・ロッキーズ）でプレーするプロ野球選手
- テイラー・ティーガーデン - MLB（シカゴ・カブス）でプレーするプロ野球選手
- ヴィンス・ヤング- プロフットボール選手
- クリス・シムズ（Chris Simms） - アメリカンフットボール選手
- イアン・クロッカー - 水泳選手
- ブレンダン・ハンセン - 水泳選手
- アーロン・ピアソル-水泳選手
- デスティニー・フッカー - バレーボール選手
- ケビン・デュラント - バスケットボール選手(NBA)
- ラマーカス・オルドリッジ - バスケットボール選手(NBA)
- ミシェル・カーター - 陸上競技選手（砲丸投）[50]
- 服部道子 - 女子プロゴルファー

俳優・歌手
- イーライ・ウォラック - 俳優
- ファラ・フォーセット - 女優
- マーシャ・ゲイ・ハーデン - 女優
- ジェーン・マンスフィールド - 女優
- スーザン・ブレイクリー - 女優
- レネー・ゼルウィガー - 女優
- マシュー・マコノヒー - 俳優
- リップ・トーン - 俳優
- オーウェン・ウィルソン - 俳優
- ジャニス・ジョプリン - 歌手
- ジョン・グレミリオン - 声優・編集技師
- グレン・パウエル - 俳優

その他
- アラン・ビーン（Alan Bean） - 宇宙飛行士
- ローラ・ブッシュ - ファーストレディ(第43代アメリカ合衆国大統領ジョージ・ウォーカー・ブッシュ元大統領夫人)